# Music (cântec de Madonna)
„Music” este un cântec înregistrat de interpreta americană Madonna pentru cel de-al optulea ei album de studio cu același nume, lansat în anul 2000. Piesa a fost lansată la 10 iunie 2000 drept primul disc single extras de pe materialul discografic respectiv, sub egida caselor de discuri Maverick și Warner Bros. Records. Melodia „Music” a fost inspirată de un concert al cântărețului Sting (muzician) la care Madonna a participat, iar versurile acesteia au fost scrise de solistă, alături de Mirwais Ahmadzaï. Din punct de vedere muzical, este un cântec disco și electro-funk, compus în tonalitatea Sol minor. Vocea artistei este modificată electronic, în timp ce versurile piesei au nuanțe politice și sociale, vorbind despre puterea muzicii de a uni oamenii.
Înainte de lansarea oficială, „Music” a apărut în mod ilegal pe internet, fiind disponibil pentru audiție pe website-uri precum Napster, determinând astfel echipa Madonnei să emită o declarație în care se amenința cu acțiuni în instanță. Cântecul „Music” a avut parte de lansări în diferite formate, fiind incluse numeroase versiuni remix. Criticii de specialitate au lăudat atât producția piesei, cât și natura atractivă și potrivită pentru club, comparând-o în mod pozitiv cu lansările anterioare ale Madonnei. Single-ul a fost un succes comercial, ocupând prima poziție în clasamentele din peste zece țări, printre care și Australia, Canada, Elveția, Italia, Noua Zeelandă, Regatul Unit, România sau Statele Unite. În regiunea menționată anterior, „Music” a devenit cel de-al doisprezecelea single al Madonnei ce reușește să ajungă pe locul întâi în topul Billboard Hot 100. A fost, de asemenea, single-ul cu cele mai multe săptămâni petrecute în fruntea topului Dance Club Songs, cu un total de cinci. „Music” a fost inclus în numeroase clasamente ale single-urilor Madonnei compilate de către critici, și este considerată a fi una dintre cele mai bune piese ale anilor 2000.
Videoclipul muzical al melodiei a fost regizat Jonas Åkerlund și o prezintă pe Madonna alături de prietenele ei distrându-se, în timp ce călătoresc într-o limuzină condusă de comediantul Ali G. Academicienii au observat folosirea unor imagini specifice Americii, precum costumul de cowboy al artistei și influențarea popularității modei de cowboy. Pentru a promova albumul de proveniență, Madonna a interpretat „Music” la ediția din 2000 a premiilor MTV Europe Music, precum și la cea de-a 43-a ediție a premiilor Grammy organizată în anul următor, acolo unde piesa a primit nominalizări la categoriile „Înregistrarea anului” și „Cea mai bună interpretare pop feminină”. În mod concomitent, cântecul a fost adăugat în lista pieselor din cinci turnee ale Madonnei, ultimul fiind Rebel Heart Tour (2015–2016).

## Informații generale

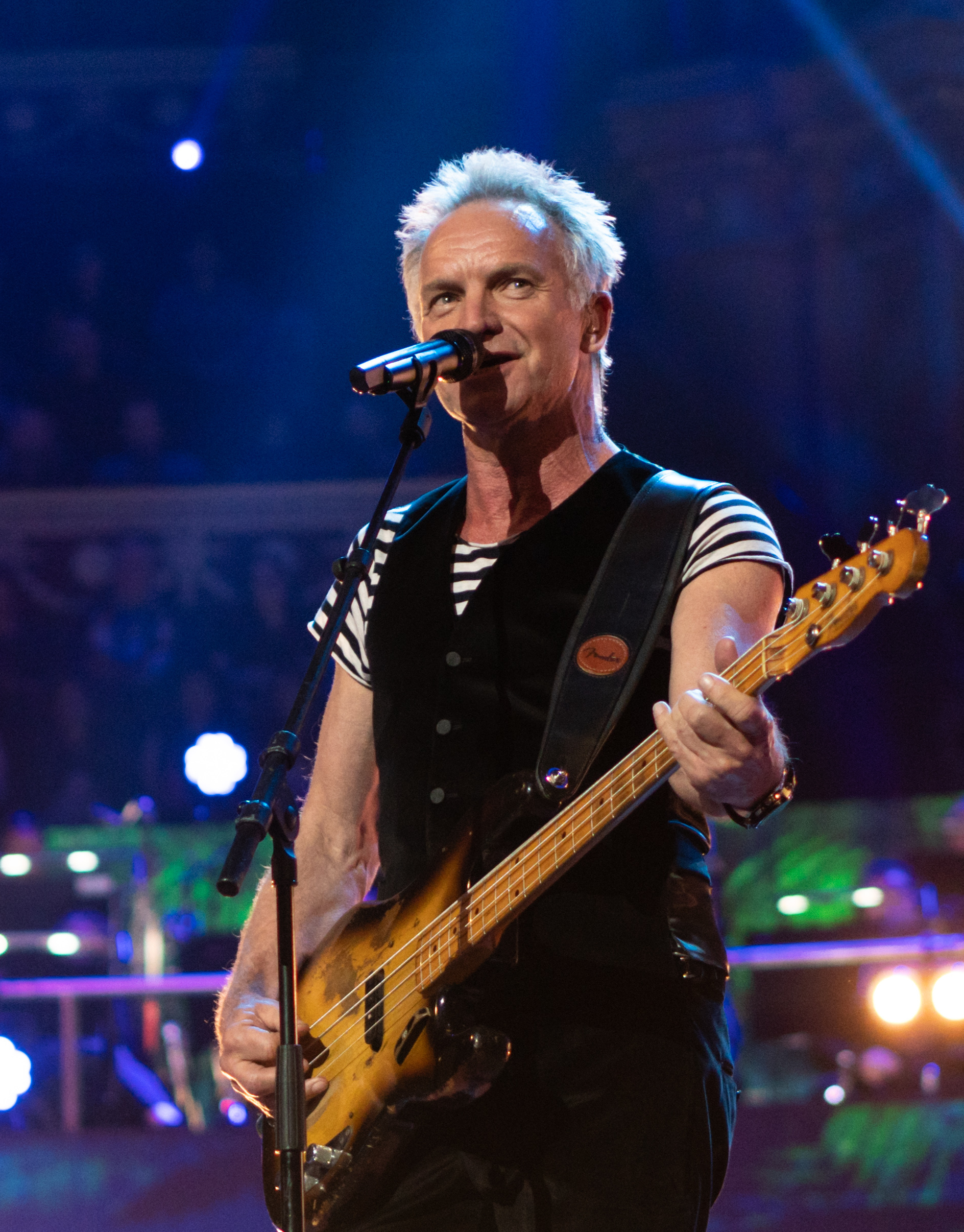
Madonna a fost inspirată să compună melodia „Music” după ce a participat la un concert Sting organizat la teatrul Beacon din New York City.

După succesul critic și comercial al celui de-al șaptelea ei album de studio, Ray of Light (1998), Madonna și-a propus să demareze un nou turneu de concerte în anul 1999, însă din cauza întârzierilor filmului Ce e mai bun în viață, planurile au fost anulate. În anul 2000, artista a început o relație amoroasă cu regizorul Guy Ritchie, și a rămas însărcinată cu copilul lor. Dorindu-și să-și distragă atenția de la agitația din mass-media cu privire la sarcină, solista s-a concentrat pe dezvoltarea celui de-al optulea ei album de studio, Music. Succesul discului Ray of Light a făcut-o pe cântăreață dornică să petreacă timp în studioul de înregistrări, cunoscându-l ulterior pe DJ-ul și producătorul francez Mirwais Ahmadzaï prin intermediul fotografului Stéphane Sednaoui.
În timpul unui interviu pentru CNN, Madonna a amintit de momentul în care Guy Oseary, partener al companiei Maverick Records, i-a „oferit o variantă demonstrativă a unui artist francez numit Mirwais [Ahmadzaï]”. El și-a dorit opinia artistei cu privire la semnarea unui posibil contract între Ahmadzaï și Maverick deoarece, exceptând fanii muzicii rave, el era în continuare un artist necunoscut în Statele Unite. Ahmadzaï a preferat întotdeauna să își asume riscuri muzicale, dorindu-și astfel ca Madonna să își folosească potențialul la maxim. El a menționat, „Provocarea a fost să facem ceva curent să apară, anume lucrurile ascunse din personalitatea ei. Toată lumea o cunoaște [pe Madonna] drept un cameleon, o femeie de afaceri. Eu am vrut să arăt potențialul ei în calitate de muziciană”.
În urma naturii introspective a albumului Ray of Light, Madonna a considerat că noul album trebuie să fie energic, iar pentru cântecul „Music”, aceasta și-a dorit să creeze ceva care ar face-o să se simtă „precum un animal, gata să țâșnească”. Madonna a spus că inspirația din spatele piesei a provenit din participarea la un concert al cântărețului Sting, organizat la teatrul Beacon din New York City. În cadrul evenimentului, publicul a fost pașnic până când Sting a început să cânte hituri vechi ale trupei sale, The Police. Luminile s-au estompat, iar toată lumea s-a apropriat de scenă pentru a-l ascuta pe artist. „Dintr-o dată, oamenii și-au pierdut inhibițiile și politețea, și toți se țineau practic de mâini... Acel moment chiar m-a impresionat,” a declarat solista în cadrul unui interviu cu Jancee Dunn pentru revista Rolling Stone. „Și m-am gândit, «Asta e ceea ce face muzica pentru oameni»”. Această experiență a inspirat-o pe Madonna să compună refrenul principal al cântecului, „Music makes people come together / Music, makes the bourgeoisie and the rebel” (ro.: „Muzica îi unește pe oameni / Muzica îi unește pe burghezi și pe rebeli”).

## Înregistrare și structură muzicală
Ședințele de înregistrare pentru albumul Music au început în luna septembrie a anului 1999, la studiourile Sarm West din vestul Londrei. Madonna și-a dorit ca piesa cu același nume să fie un cântec energic de petrecere, dar și o declarație de iubire. Împreună cu Ahmadzaï, artista a început să compună diverse părți ale melodiei, printre care se numără acordurile și versurile. După finalizarea piesei „Paradise (Not For Me)”, cei doi au început să experimenteze genul electro funk pentru „Music” și au creat baza principală a cântecului. „Nu este o melodie experimentală”, a afirmat Ahmadzaï, „însă nu a fost în totalitate ușor. A fost o mică victorie pentru muzica underground”. Potrivit Madonnei, compunerea și producerea piesei „Music” împreună cu Ahmadzaï a stabilit tonul pentru restul albumului de proveniență. Cu toate acestea, cântăreața a întâmpinat probleme în comunicarea cu Ahmadzaï deoarece acesta nu știa să vorbească bine limba engleză. „În primele zile în care am înregistrat, voiam să îmi smulg părul din cap,” a reamintit solista, rugându-și impresarul să intervină în calitate de traducător.
„Music” începe cu vocea androgină a Madonnei rostind fraza „Hey Mr. DJ, put a record on, I wanna dance with my baby” (ro.: „Hei domnule DJ, dă drumul la muzică, vreau să dansez cu iubitul meu”). După acest vers, vocea ei modificată electronic întreabă „Do you like to boogie woogie?” (ro.: „Îți place să boogie woogie?”). Producătorul a folosit un vocoder EMS 2000 pentru a-i distorsiona vocea, descriind efectul drept „haotic și cu întreruperi” pentru Ernie Rideout de la revista Keyboard. Mark „Spike” Stent a înregistrat cântecul pe o consolă SSL 9000J utilizând un magnetofon Sony 3348 HR și o casetă BASF 931. Mixajul a fost realizat la studiourile Olympic din Londra, folosind casete magnetice SSL G Series Quantegy. Tim Young a masterizat cântecul la studioul Metropolis din Chiswick, Londra. Potrivit lui Rikky Rooksby, autor al cărții Madonna: The Complete Guide to her Music, întreaga producție are un sunet lipsit de efecte, compensat de folosirea accentuată a egalizatorului pentru a crea un contrast cu vocea artistei până la primul refren. Acorduri de chitară și clape de claviatură pot fi auzite în secvența intermediară. Muzica se deplasează de la dreapta la stânga și invers atunci când este auzită cu căști. Muzicianul Stuart Price, care a prelucrat melodia alături de Madonna pentru turneul Drowned World din 2001, a adăugat că structura ritmică a cântecului „Music” a fost inspirată de single-ul „Trans-Europe Express” lansat de formația Kraftwerk în anul 1977.

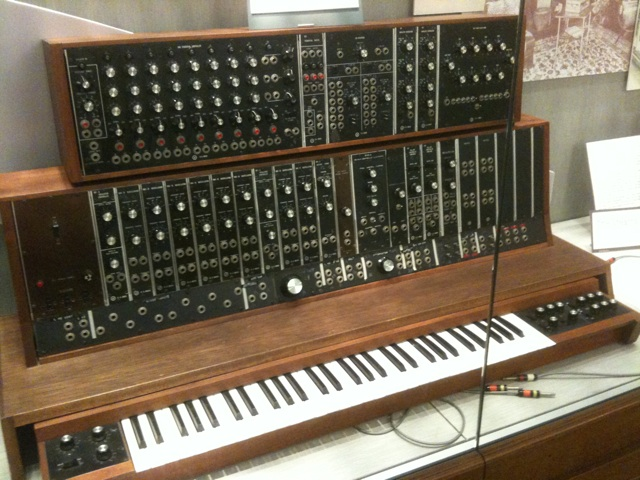
Un sintetizator analog Moog a fost utilizat pentru a crea linia melodică instrumentală din „Music”

Din punct de vedere structural, „Music” este compus în măsura de patru pătrimi și tonalitatea Sol minor, având un tempo moderat de 120 de bătăi pe minut. Vocea Madonnei variază de la nota Sol♭3 la nota Re5, iar cântecul urmărește o progresie de acorduri simplă de Sol minor–Fa–Sol minor–Fa. Potrivit cărții Madonna's Drowned Worlds, scrisă de Santiago Fouz-Hernández și Freya Jarman-Ivens, „Music” este un „imn disco, iar beat-ul le poruncește [oamenilor] să se ridice și să danseze”. Autorii au observat că muzica a fost elementul esențial al piesei, având „pete de electronica și trucuri de producție” din cinele în crescendo invers, și sunete „cuantificate” de orgă electronică Hammond. Madonna a cântat stând cu gura aproape de microfon, Fouz-Hernández considerând că această tehnică i-a oferit piesei un sunet natural. Barry Walters de la revista Billboard a fost de părere că structura cântecului reprezintă un amestec între muzica electronica franceză și muzica electro funk a anilor 1970. Linia melodică instrumentală a fost creată de un sintetizator analog Moog din anii 1970, făcând piesa să dispară gradual. Producția cântecului „Music” nu doar că face trimitere la disco și funk, însă are și o natură camp, așa cum a constatat Jarman-Ivens.
Versurile melodiei reiterează puterea de unire a muzicii. Refrenul principal a fost considerat ca având implicații politice datorită menționării clasei burgheze. Fouz-Hernández a opinat că versul „I wanna dance with my baby” a consolidat o conexiune cu ascultătorii gay prin stilul „lejer și atractiv”. El a comparat piesa cu primul disc single al Madonnei, „Everybody” (1982), deoarece în ambele melodii artista declară că muzica „are puterea de a depăși disensiuni care există între rase, genuri, și orientări sexuale”. Asemănările versurilor marchează totodată o revenire la perioada de tinerețe a Madonnei în cadrul căreia a locuit singură în New York și s-a înființat ca artistă prin scena cluburilor de noapte din oraș. Potrivit Billboard, vocea Madonna „unește un amestec incredibil de beat-uri hiperactive, ritmuri, și elemente de percuție” în cântec. Revista a adăugat că melodia este, de asemenea, „saturată” de influențe provenite de la Cameo, Herbie Hancock, Nitzer Ebb, și Roger Troutman.

## Lansare și apariție ilegală pe internet

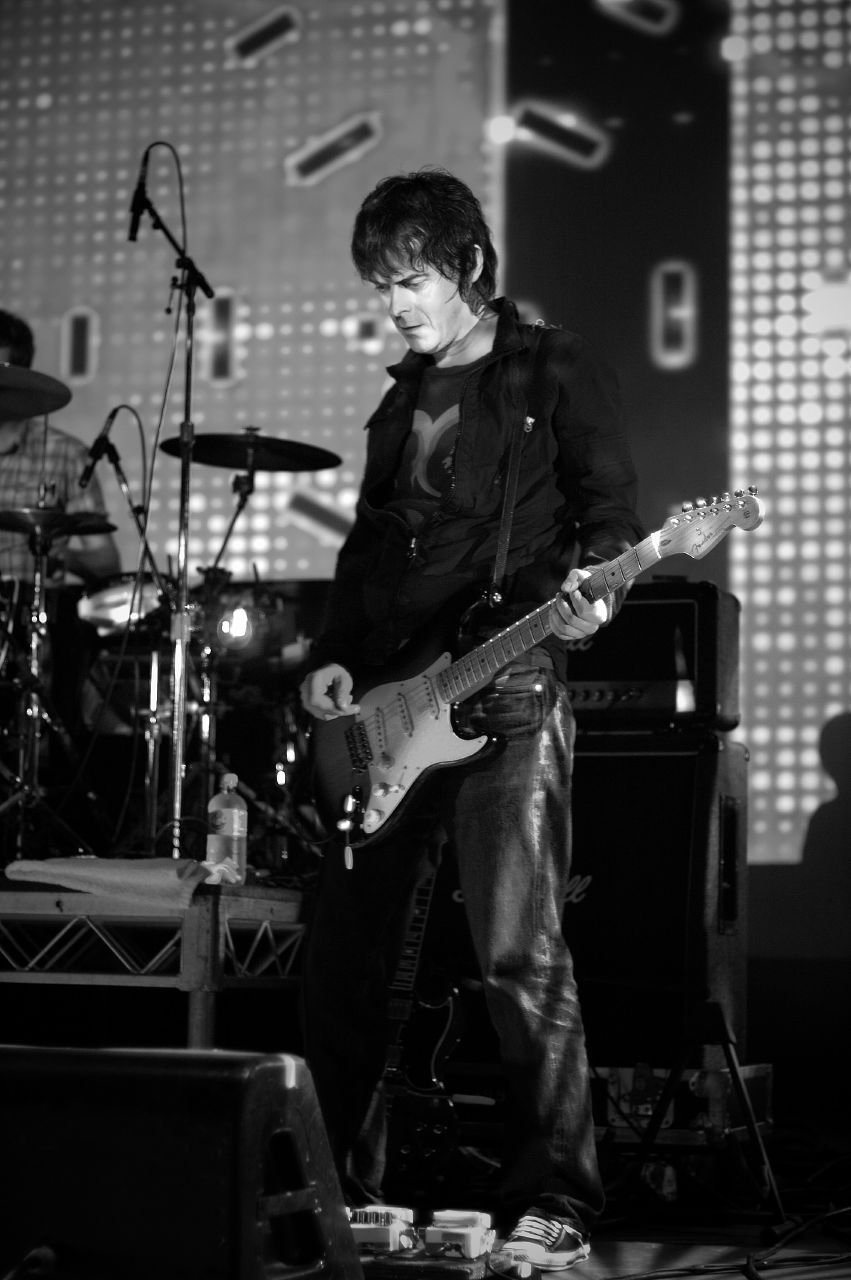
Formația Groove Armada a realizat variante remix pentru cântecul „Music”, alături de Deep Dish, Victor Calderone și Hex Hector.

La 2 iunie 2000, o versiune demonstrativă incompletă și neautorizată a cântecului a apărut în mod ilegal pe internet. Fragmente din melodie, cu durate variind de la treizeci de secunde la aproximativ trei minute, au circulat pe website-uri pentru fani și site-uri pentru descărcarea muzicii precum Napster. Purtătoarea de cuvânt a Madonnei, Caresse Norman, a spus că versiunea existentă era nefinalizată. În mod concomitent, compania Warner Bros. Records a emis o declarație în care se amenința cu acțiuni în instanță împotriva Napster în cazul în care piesa nu va fi eliminată, adăugând așteptările lor pentru „deținătorii care au inclus acest material pe site-ul lor să se conformeze imediat cu solicitarea noastră legitimă și să întrerupă permiterea descărcărilor neautorizate ale acestui cântec.” Madonna și-a exprimat ulterior dezamăgirea față de apariția ilegală a melodiei „Music, publicând o scrisoare în Icon, revista lansată trimestrial pentru fan-clubul ei oficial. Publicațiile mass-media au raportat faptul că Madonna ar fi împotriva Napster, artista clarificând mai apoi că, în mod contrar, aceasta era de părere că este „o modalitate foarte bună pentru ascultători să acceseze muzică”.
Warner Bros. Records a planificat inițial să lanseze single-ul către posturile de radio în luna iulie a anului 2000, însă acest lucru a fost amânat pentru 1 august, lansarea comercială a versiunii CD single urmând să aibă loc pe 21 august. Un nou website intitulat madonnamusic.com a fost creat pentru a acompania lansarea single-ului, fiind inclus un mesaj de la Madonna către fani: „Probabil ați tot auzit de ceva vreme despre noul meu cântec «Music», însă am vrut doar să mă asigur că știți că single-ul urmează să fie lansat foarte curând. Am lucrat la această piesă cu un tip francez pe nume Mirwais și el este cel mai tare.”
Fața B a lansării în format CD și casetă include cântecul „Cyberraga”, o colaborare cu Talvin Singh. Versiuni remix pentru „Music” au fost realizate de Groove Armada, Deep Dish, Victor Calderone, Hex Hector, și Tracy Young; fiecare dintre aceștia au fost selectați personal de către Madonna deoarece a fost „important pentru [ea] ca piesele mele să fie difuzate în cluburi. Acolo mi-am început cariera, și acolo probabil mă voi simți mereu ca acasă”. Muzica de club contemporană a reprezentat principala sursă de inspirație din spatele remix-urilor, Calderone adăugând beat-uri tribale și sintetizatoare în jurul vocii Madonnei. Un instrumental house și o linie de bas puternică au fost utilizate pentru versiunea remix a lui Deep Dish, în timp ce Hector a folosit beat-uri electro distorsionate, note de chitară și elemente breakbeat. Varianta remix creată de Young, având o durată de treisprezece minute, include interludii ambientale, ritmuri house, precum și elemente provenite din muzica anilor 1970 și muzica trance, în timp ce vocea Madonnei este nemodificată. DJ-ii din cluburi au primit versiunile remix promoționale la 2, 8 și 15 august, în timp ce lansarea către distribuitorii comerciali a avut loc la 22 august în formate maxi-CD și vinil cu două discuri.

## Recepția criticilor

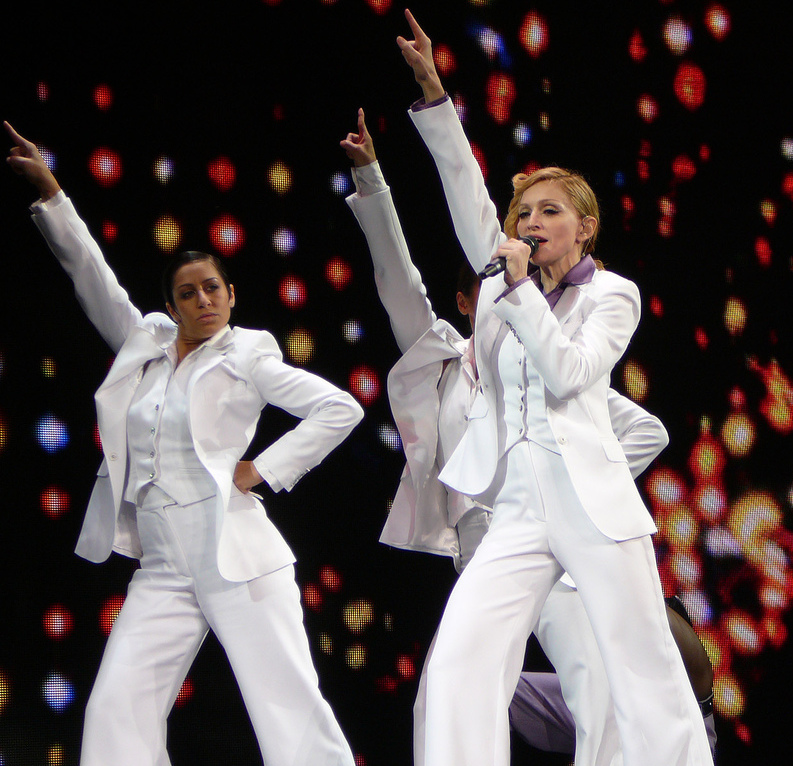
Madonna interpretând „Music Inferno”, un mixaj între „Music” și single-ul „Disco Inferno” lansat de formația The Trammps, în timpul turneului Confessions (2006).

În urma lansării sale, „Music” a primit, în general, recenzii pozitive din partea criticilor de specialitate. În cartea sa intitulată Madonna: Biografia Intimă, jurnalistul J. Randy Taraborrelli a declarat că „Music” este un imn dance „care trece prin viitor însă evocă totodată cu viclenie imagini și emoții din vremurile disco de altădată”. Într-o recenzie similară, Lucy O'Brien, autoare a biografiei Madonna: Like an Icon, a descris piesa ca fiind „o înviere a imaginii de fată disco”. Ea a listat „Music” în categoria cântecelor care au fost puncte definitorii în cariera Madonnei, alături de single-urile „Vogue” și „Justify My Love” (ambele lansate în anul 1990). O'Brien a susținut că piesa reprezintă „genul definitoriu pentru calitate și sunet robotic, metalic, improvizat și îndrăzneț... Ea reușește să o învie pe stăpânitoarea Madonna. Dansează. Petrece. Predă-te”. Stephen Thomas Erlewine de la AllMusic a numit cântecul „un șlagăr imens care sună mai funk, mai dens și mai sexy cu fiecare ascultare”. Jim Farber de la ziarul New York Daily News a oferit o recenzie pozitivă, precizând că este „tot ceea ce un single ar trebui să fie: viguros, simplu și înnebunitor de captivant, cel mai ușor acceptabil single al ei de la «Holiday»”. Farber a evidențiat, de asemenea, și versurile, considerând că acestea au acoperit un teritoriu familiar pentru Madonna datorită versurilor despre puterea muzicii dance. Fouz-Hernández a împărtășit un punct de vedere similar, afirmând că asemenea single-ului de debut „Everybody”, „Music” este o melodie care definește credibilitatea artistică a solistei.
Într-o recenzie pentru albumul de proveniență publicată în Rolling Stone, Barry Walters a comparat piesa cu lucrările anterioare ale artistei. Sal Cinquemani de la Slant Magazine l-a numit cel mai bun cântec dance al Madonnei de la „Vogue”, comparându-l totodată cu single-ul „Into the Groove” lansat în 1985. În recenzia pentru compilația GHV2 din 2001, Cinquemani a lăudat „beat-urile retro de club și sunetul de sintetizator vechi” ale melodiei. Oferindu-i un calificativ „B”, el a concluzionat prin a spune că „doar o fostă fată materialistă care trăiește în lumea NASDAQ ar putea scăpa ușor cu o astfel de piesă”. Dimitri Ehrlich de la revista Vibe a opinat că „Music” este „o paradă energică de sintetizatoare ce ridică întrebarea «Oare mamele de patruzeci și ceva de ani încă mai au dreptul divin de a se distra la maxim?» (Răspunsul este da)”. Chuck Arnold de la revista Entertainment Weekly a spus că melodia este unul dintre „cele mai excentrice hituri din toate timpurile” și l-a considerat similar cu single-urile anterioare ale artistei, în mod specific „Holiday”.
Chuck Taylor de la Billboard a lăudat cântecul, numind-ul „o inițiativă admirabilă și o mărturie curajoasă a insistenței [Madonnei] de a dicta următoarele stiluri și de a fi unul dintre cei mai pricepuți—și acum apreciați de critici—compozitori de hituri”. Redactorul a mai menționat că atât posturile de radio, cât și publicul vor fi șocați de noua direcție experimentală a cântăreței. Larry Flick de la publicația menționată anterior a descris piesa ca fiind un „imn entuziasmant”, estimând în același timp un succes comercial. Într-o recenzie pentru revista New York, Ethan Brown a precizat că piesa „extrage amintiri ale vechilor ode pop către cultura dance”, și a lăudat „mixajul amețitor de electro-bounce, voci modificate exagerat prin vocoder, și o claviatură ritmată și ascuțită”. Charlotte Robisnon de la PopMatters a opinat că farmecul lui „Music” stă în „spiritul liber și vesel” care a făcut-o pe Madonna populară. Cu toate acestea, el a afirmat că piesa este „o imitație caraghiosă a lui Rick James”. Pentru Richard LaBeau de la website-ul Medium, „acest cântec electro-funk îndrăzneț și agresiv nu este cel mai inspirat în ceea ce privește versurile, însă este pe drept aclamat ca fiind unul dintre cele mai bune și neașteptate șlagăre ale ei”.
Într-o recenzie negativă pentru ziarul The Guardian, Garry Mulholland a descris cântecul drept „sunetul unor observatori de vârsta a doua în tendințe, punând la îndoială ceea ce le place copiilor din ziua de azi [...] este reprezentarea perfectă a lupului trecut de prima tinerețe în blană de oaie”. Alex Pappademas de la revista Spin a evidențiat faptul că „mantra eliberării pe ringul de dans pare forțată”. Danny Eccleston de la revista Q a descris piesa ca fiind „un gambit îndrăzneț” și a fost de părere că melodia nu a reprezentat un efort din partea Madonnei. Redactorul a criticat aspru folosirea excesivă a sunetelor electronice, comparând „Music” în mod nefavorabil cu single-ul „Around the World” lansat de Daft Punk în anul 1997.

## Performanța în clasamentele muzicale

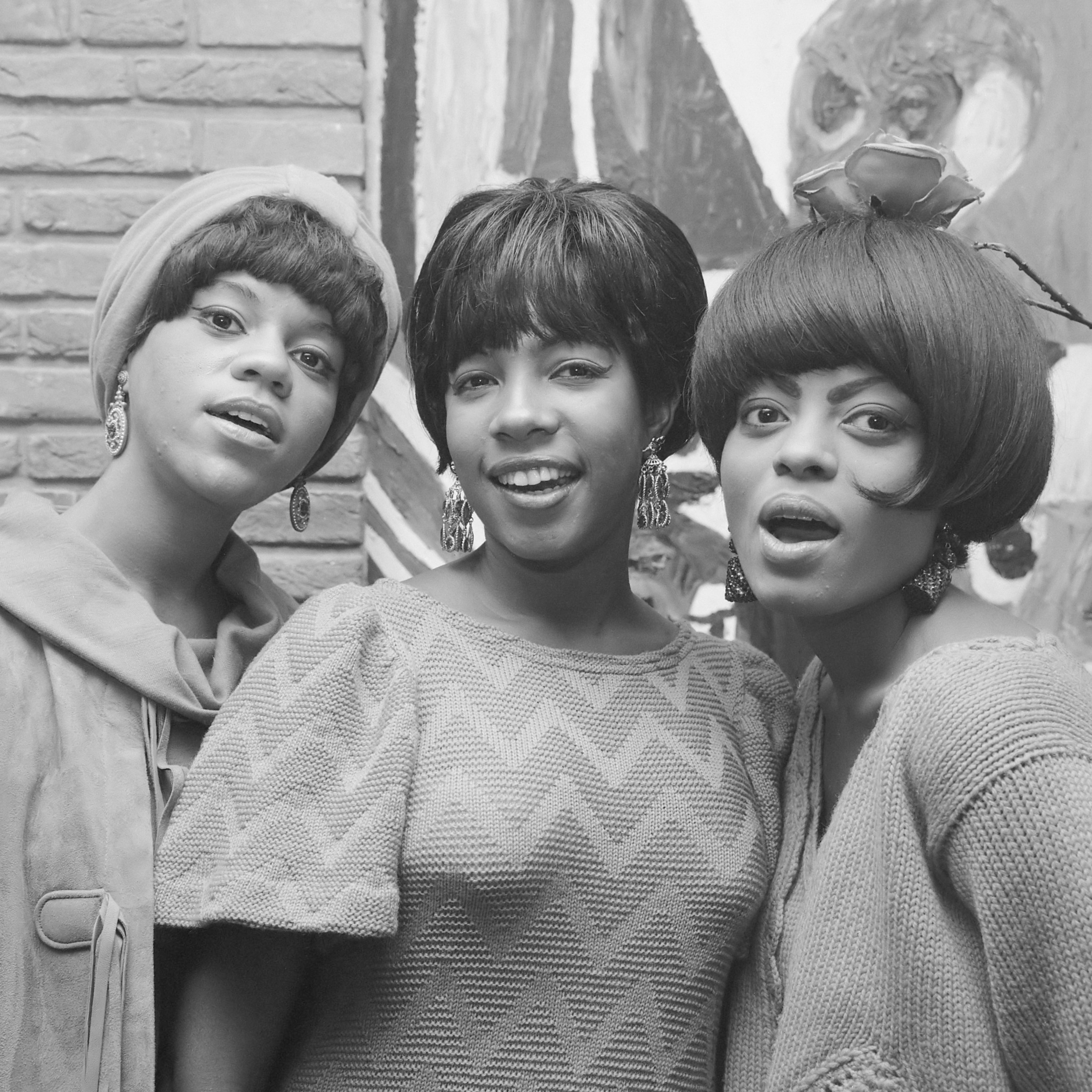
„Music” a ajuns pe prima poziție a clasamentului Billboard Hot 100, iar Madonna a egalat grupul The Supremes pe locul cinci în lista artiștilor cu cele mai multe cântece de top

Înainte de lansarea sa oficială, cântecul a început să fie difuzat la posturile de radio din Statele Unite la cererea publicului, după cum a precizat Paul Bryant, director de programe la stația WHTZ (Z100) din New York. O anticipare similară a întâmpinat și lansarea către distribuitorii comerciali. La 12 august 2000, „Music” a debutat pe locul patruzeci și unu în clasamentul Billboard Hot 100, marcând al doilea cel mai bun debut al unui single disponibil exclusiv pentru difuzare radio. Fred Bronson de la Billboard a menționat faptul că a fost, de asemenea, cel mai bun debut al unui single lansat de Madonna în topul Hot 100 de la „The Power of Good-Bye”, care a debutat în luna octombrie a anului 1998 pe locul douăzeci și patru. „Music” a debutat pe locul treizeci și opt în ierarhia Hot 100 Airplay, acumulând o audiență de treizeci și opt de milioane de ascultători. Piesa a continuat să ascensioneze în clasamentul Hot 100, iar în urma lansării comerciale, melodia a urcat de pe locul paisprezece pe locul doi la 9 septembrie 2000. Versiunile în format CD maxi și vinil 12-inch au vândut 62.500 de exemplare combinate, permițând astfel un debut pe locul trei în topul Hot 100 Singles Sales. Silvio Pietroluongo de la Billboard a remarcat faptul că singura piesă care a debutat cu mai multe vânzări a fost „This Used to Be My Playground”, single-ul Madonnei care s-a vândut în 76.000 de copii în august 1992.
În următoarea săptămână, „Music” a acumulat vânzări de 156.234 de unități, înlocuind single-ul „Doesn't Really Matter” lansat de Janet Jackson și ocupând poziția fruntașă. A devenit cel de-al doisprezecelea single al Madonnei ce reușește această performanță, precum și primul de la „Take a Bow”. Cântăreața a egalat astfel grupul The Supremes pe locul cinci în lista artiștilor cu cele mai multe cântece de top. Melodia a acumulat cele mai mari vânzări într-o singură săptămână și cel mai mare număr de puncte (23.110) pentru un single ce se clasează în fruntea ierarhiei. „Music” a fost premiat cu discul de platină de către Recording Industry Association of America (RIAA) pentru depășirea pragului de un milion de exemplare expediate, iar până în august 2009, cântecul s-a vândut în 1.136 de milioane de CD-uri fizice, precum și alte 217.000 de exemplare digitale. „Music” a ocupat locul șaptesprezece în clasamentul de final de an al Billboard Hot 100. Impulsionată de versiuni remix oficiale, piesa a ajuns, de asemenea, pe prima poziție a topului Dance Club Songs, staționând timp de cinci săptămâni consecutive. . În cadrul aceluiași clasament, melodia a ocupat locul întâi în ierarhia de final al anului 2000, și a fost al doilea cel mai de succes single al anilor 2000 în Statele Unite, Madonna fiind în urma propriului single, „Hung Up” (2005). În Canada, „Music” a debutat pe locul douăzeci și trei în topul RPM Singles Chart, urcând până pe locul întâi cinci săptămâni mai târziu. Cântecul a petrecut nouă săptămâni pe prima poziție, fiind ultimul single care ajunge în fruntea clasamentului înainte ca revista RPM să își înceteze apariția în luna noiembrie a anului 2000.
Melodia s-a bucurat de un succes similar și în Oceania, debutând pe prima poziție a topului ARIA Singles Chart din Australia și păstrându-și poziția timp de trei săptămâni consecutive. A fost al patrulea cel mai bine vândut single al anului în regiunea respectivă, fiind premiat cu două discuri de platină din partea Australian Recording Industry Association (ARIA) pentru cele 140.000 de copii expediate. În Noua Zeelandă, „Music” a debutat pe locul treizeci și trei în clasamentul New Zealand Singles Chart, ascensionând ulterior către top zece și ajungând pe primul loc la 1 octombrie 2000.
În Regatul Unit, piesa a debutat pe prima poziție a ierarhiei UK Singles Chart. Cântecul a întâmpinat o competiție acerbă cu „Groovejet (If This Ain't Love)”, single-ul lansat de Spiller, depășind melodia respectivă la o diferență de doar o mie de exemplare vândute. Madonna a devenit ulterior prima artistă solo care acumulează zece single-uri ce reușesc să ajungă pe locul întâi. „Music” a acumulat douăzeci și patru de săptămâni de prezență în clasament, și a fost al douăzeci și patrulea cel mai bine vândut cântec al anului 2000. Asociația British Phonographic Industry (BPI) a acordat piesei un disc de aur în iulie 2013, iar conform datelor furnizate de Official Charts Company, „Music” este al paisprezecelea cel mai bine vândut single al Madonnei în această regiune, cu peste 415.000 de copii vândute până în februarie 2014. Melodia a debutat pe poziția sa maximă, locul opt, și a petrecut douăzeci de săptămâni în clasamentul SNEP Singles Chart din Franța. În România, „Music” a staționat timp de șapte săptămâni consecutive pe locul întâi și a acumulat un total de șaptesprezece săptămâni de prezență în ierarhia Romanian Top 100. De asemenea, a fost a doua cea mai difuzată melodie la posturile de radio din România în anul 2000. În Elveția, cântecul a debutat pe prima poziție și a petrecut douăzeci de săptămâni în clasament, în timp ce în Suedia, piesa a debutat pe locul doi la 31 august 2000. Performanța single-ului de-a lungul Regatului Unit și Europei i-au permis un debut în fruntea topului European Hot 100 Singles, obținând cele mai bune puncte în ierarhiile radio și dance. „Music” și-a păstrat poziția timp de șase săptămâni.

## Videoclipul muzical

### Dezvoltare și filmare

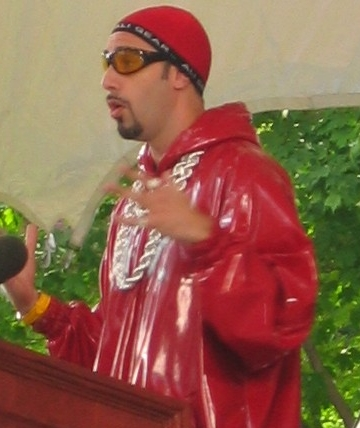
Actorul de comedie Sacha Baron Cohen a apărut în videoclip jucând rolul personajului său fictiv, Ali G (ilustrat mai sus).

Videoclipul muzical al cântecului „Music” a fost regizat de Jonas Åkerlund, acesta lucrând anterior alături de Madonna pentru clipul single-ului „Ray of Light” din 1998. Persoanele care apar în videoclip sunt Madonna, cântăreață de fundal Niki Haris și prietena sa personală, actrița Debi Mazar, precum și actorul de comedie Sacha Baron Cohen în rolul personajului său fictiv, Ali G.  Madonna a devenit fană a comediantului după ce a urmărit programul său de Crăciun Ali G, Innit (1999). Odată cu planificarea videoclipului, artista a fost de părere că Baron Cohen „s-ar potrivi foarte bine în el”, deși s-a confirmat că el nu va participa în aspectele muzicale.  Åkerlund a afirmat că, în mod inițial, echipa a intenționat să îl contacteze pe comediantul american Chris Rock pentru videoclip. Dar întrucât  Baron Cohen nu era cunoscut în Statele Unite la momentul respectiv, regizorul a prezentat tuturor secvențe din serialul Da Ali G Show pentru a urmări personajul Ali G.
„Atunci când am filmat videoclipul pentru «Music», a fost o perioadă ciudată. [Madonna] era însărcinată și nu voiam ca ea să pară că este gravidă—așa că a trebuit să lucrăm în jurul acestui aspect. Am avut ideea de a face un videoclip pe tema unei petreceri distractive cu ea și prietenele ei, să adăugăm și câteva bijuterii, pălării de cowboy, și așa mai departe. Am vrut să avem și momente de comedie, iar eu am adăugat câteva animații.”
Videoclipul a fost filmat în Los Angeles, California, în aprilie 2000, pentru a ține cont de sarcina Madonnei și talia ei în creștere. Membrii echipajului au fost rugați să semneze documente confidențiale pentru filmări. Madonna a conceptualizat videoclipul, dorind să-și prezinte propria viziune legată de stereotipia clipurilor R&B și rap. Cântăreața a realizat o schimbare de roluri, femeile adoptând personaje în general rezervate bărbaților. Cu toate acestea, ideile au fost limitate de sarcină, astfel încât „a trebuit să mă gândesc la un concept care m-ar înfățișa mai mult ca un privitor decât forța principală a videoclipului. Așa că mi-am închipuit să joc rolul acelui gen de șmecher/proxenet, unde lucrurile vin către mine, se petrec în jurul meu, iar eu privesc tot ce se întâmplă, am reușit împuște doi iepuri dintr-o lovitură.”
Înfățișarea Madonnei din videoclip a fost descrisă de O'Brien drept „o fabuloasă femeie de cartier purtând un șal din pene și o pălărie; toate sunt încrustate cu diamante și bijuterii, în drum spre un bar de striptease stând în spatele unei limuzine de lux”. Artista a cooptat în primă fază câțiva actori pentru a fi însoțitori în clip, însă aceasta nu s-a simțit mulțumită de fermitatea, aspectul fizic asemenea unor fotomodele și lipsa lor de personalitate. Astfel, solista le-a contactat telefonic pe Mazar și Harris pentru a apărea în videoclip. „Eram acasă atunci când Madonna m-a sunat. Mi-a spus «Am nevoie de prietenele mele, nu de aceste prietene false care încearcă să-mi fie prietene. Puneți-vă niște haine și veniți aici»”, a reamintit Harris. Ali G i-a amuzant încontinuu pe cei aflați pe platou, iar Madonna „nu s-a putut abține să nu râdă” între secvențele de filmat. Cântăreața și-a păstrat paltonul legat pe tot parcursul clipului și a trebuit să stea în limuzină pentru a-și ascunde pântecele.

### Lansare și recepție

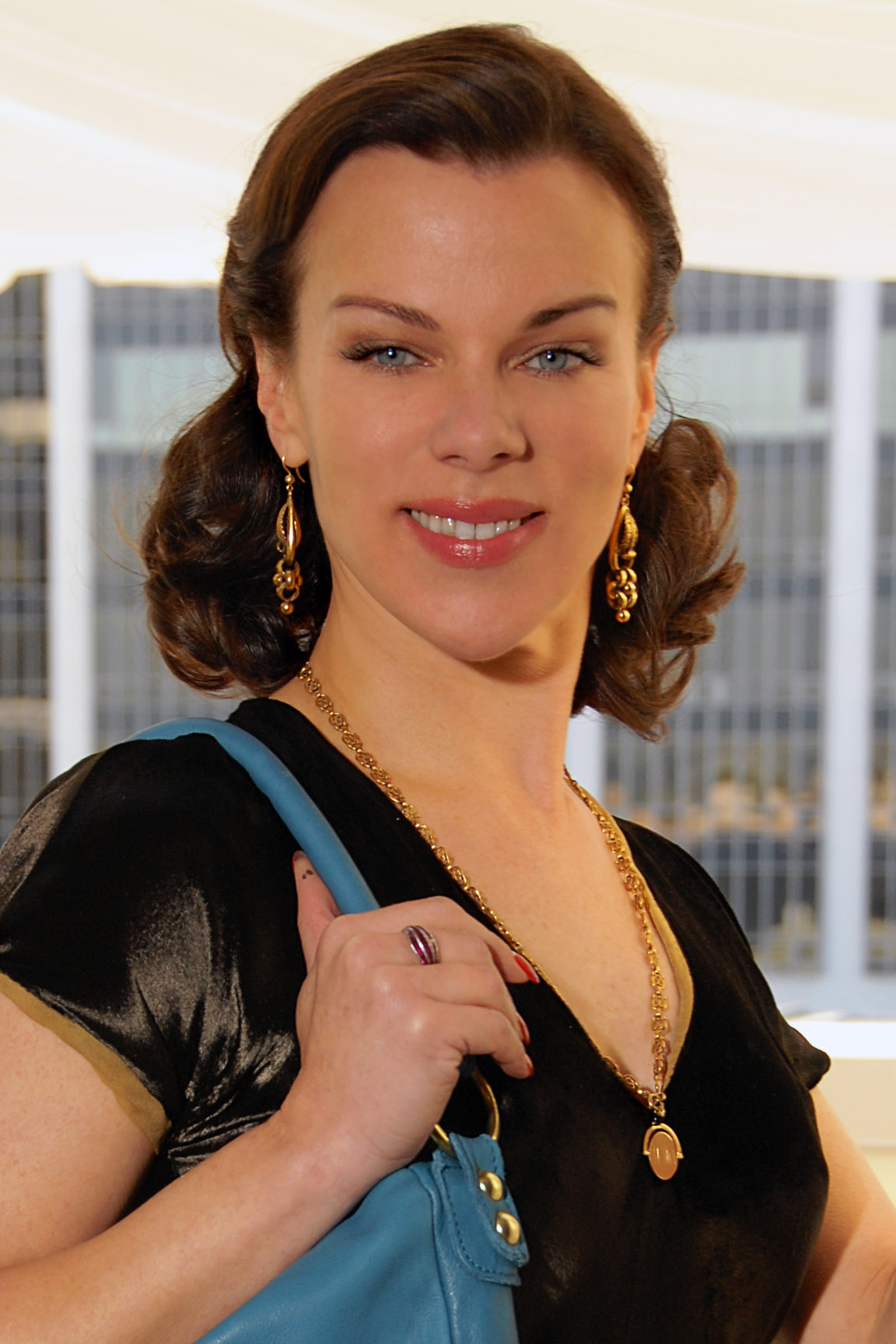
Actrița americană Debi Mazar apare în videoclipul piesei „Music”

Videoclipul muzical a avut premiera pe MTV și VH1 la 2 august 2000. Un program special de o oră intitulat Madonna's Music a fost difuzat pe VH1, în cadrul căreia solista a acordat un interviu telefonic. Emisiunea a fost găzduită de Rebecca Rankin, aceasta prezidând o discuție despre Madonna și înfățișările ei cu redactorul și criticul muzical Joe Levy de la Rolling Stone, precum și un interviu video între Mazar și Harris. În mod concomitent, VH1 a difuzat o înșiruire a videoclipurilor precedente ale Madonnei și o versiune remix a piesei „Music”.
Clipul începe cu Madonna și prietenele ei urcând la bordul unei limuzine conduse de Ali G. Pe măsură ce muzica începe, Ali G este direcționat să le ducă într-un club unde pot să danseze și să bea. El le conduce ulterior într-un club de striptease, acolo unde Madonna intră înăuntru însă intrarea lui este refuzată. Scena este urmată de o secvență animată în care solista, în rolul unei super-eroine, zboară deasupra unor acoperișuri, înoată sub apă, și lucrează drept DJ la un club, având douăsprezece mâini, asemenea unui zeu hindus. De asemenea, personajul animat al Madonnei atacă mai multe semne neon care afișează titlurile single-urilor ei precedente. Videoclipul se încheie cu Madonna și prietenele ei călătorind în limuzina în care se află și dansatoare de striptease, în timp ce Ali G flirtează cu ele. Potrivit autorului Georges Claude Guilbert, solista a purtat de-a lungul clipului un colier de aur pe care scrie „Mommy” (ro.: „Mămică”), fiind o referință la sarcina ei. În versiunea extinsă a videoclipului are loc o modificare la finalul secțiunii animate. Ali G întrerupe cântecul pentru a-și demonstra abilitățile de a cânta rap, încercând să o convingă pe Madonna să îl includă în următorul ei single. Vizibil enervată, solista îl roagă să se oprească și să pornească muzica din nou.
Jarman-Ivens a observat folosirea unor imagini specifice Americii, în mod special costumul de cowboy al artistei și influențarea popularității modei de cowboy, considerând interesantă decizia solistei de a „pune în evidență interesul ei pentru explorarea culturii americane prin modă și un stil bogat și multistratificat în sensul său”. Autoarea a subliniat totodată „spiritul liber sexual” și asertiv al Madonnei din clip, precum și afișarea accesoriilor scumpe. „Music” a fost lansat în format DVD single la 5 septembrie 2000, ajungând pe locurile trei și cinci în clasamentele UK Music Video și, respectiv, US Music Video, primind discuri de aur în ambele regiuni. Videoclipul a fost parodiat în timpul celui de-al șaselea sezon al serialul Mad TV, fiind numit „Movies”. Actrița Mo Collins a jucat rolul Madonnei și s-a amuzat pe seama filmografiei artistei, o versiune animată atacând semne care afișează titlurile filmelor care au fost eșecuri comerciale. În 2009, videoclipul a fost inclus pe compilația Celebration: The Video Collection.

## Ordinea pieselor pe disc și formate
CD Single distribuit în Statele Unite 
1. „Music” – 3:44
2. „Cyberraga” – 5:31

CD Single distribuit în Europa
1. „Music” – 3:44
2. „Music” (Groove Armada 7" Edit) – 3:38
3. „Music” (Calderone Radio Edit) – 4:25
4. „Music” (Deep Dish Dot Com Radio Edit) – 4:15

## Versiuni remix
| Mixaje realizate de Groove Armada - „Music” (Groove Armada Club Mix) – 9:30 - „Music” (Groove Armada 12" Mix) – 5:30 - „Music” (Groove Armada 7" Edit) – 3:38 - „Music” (Groove Armada Bonus Beats)" – 4:50 Mixaje realizate de Deep Dish - „Music” (Deep Dish Dot Com Remix) – 11:21 - „Music” (Deep Dish Dot Com Radio Edit) – 4:15 Mixaje realizate de Calderone - „Music” (Calderone Anthem Mix) – 11:55 - „Music” (Calderone Radio Edit) – 4:25 Mixaje realizate de The Young Collective - „Music” (The Young Collective Club Mix) – 13:16 - „Music” (The Young Collective Radio Edit) – 3:48 | Mixaje realizate de Hex Hector & Mac Quayle - „Music” (HQ2 Club Mix) – 8:50 - „Music” (HQ2 Radio Mix) – 4:04 Mixaje realizate de Richard "Humpty" Vission - „Music” (RHV Phunkytron Mix) – 6:16 - „Music” (RHV Phunkytron Dub) – 6:10 Mixaje realizate de Dave Audé - „Music” (Dave Audé Vocal Anthem) – 8:22 - „Music” (Dave Audé Rubber Dub) – 7:31 Mixaj Robbie Rivera - „Music” (Robbie Rivera Remix) – 6:45 Mixaj The Confessions Tour - „Music Inferno” – 7:41 |

## Acreditări și personal
Persoanele care au lucrat la acest cântec sunt preluate de pe broșura CD single-ului și albumului Music.

### Impresariat
- Înregistrat la Studiourile Sarm West, Notting Hill, Londra
- Mixat la Studiourile Olympic, Londra
- Masterizat la Studiourile Metropolis, Londra
- Administrat de Caresse Henry pentru Caliente Management
- Webo Girl Publishing, Inc., Warner Bros. Music Corp (ASCAP), 1000 Lights Music Ltd, Warner-Tamerlane Publishing Corp. (BMI)

### Personal
- Madonna – textier, producător
- Mirwais Ahmadzaï – textier, producător, programare, chitară, claviatură
- Keeling Lee – chitară suplimentară
- Jonathan Write – chitară bas
- Patrick Dawes – percuție
- Mark „Spike” Stent – mixaj
- Jake Davies – inginer de sunet
- Mark Endert – inginer de sunet
- Kevin Reagan – direcție artistică, design
- Matthew Lindauer – design
- Jean-Baptiste Mondino – fotograf

## Prezența în clasamente
| Țară (clasament 2000)                          | Poziție maximă | Referință |
| ---------------------------------------------- | -------------- | --------- |
| Australia (ARIA)                               | 1              | [ 57 ]    |
| Austria (Ö3 Austria Top 40)                    | 5              | [ 92 ]    |
| Belgia (Ultratop 50 Flandra)                   | 6              | [ 93 ]    |
| Belgia (Ultratop 50 Valonia)                   | 4              | [ 94 ]    |
| Canada (RPM Top Singles)                       | 1              | [ 54 ]    |
| Canada (RPM Dance/Urban)                       | 3              | [ 95 ]    |
| Cehia (IFPI)                                   | 1              | [ 72 ]    |
| Danemarca (Tracklisten)                        | 2              | [ 96 ]    |
| Elveția (Schweizer Hitparade)                  | 1              | [ 69 ]    |
| Europa (European Hot 100 Singles)              | 1              | [ 71 ]    |
| Finlanda (Suomen virallinen lista)             | 2              | [ 97 ]    |
| Franța (SNEP)                                  | 8              | [ 67 ]    |
| Germania (GfK Entertainment Charts)            | 2              | [ 98 ]    |
| Grecia (IFPI)                                  | 1              | [ 99 ]    |
| Irlanda (IRMA)                                 | 7              | [ 100 ]   |
| Irlanda (IRMA Dance)                           | 2              | [ 101 ]   |
| Islanda (Íslenski Listinn Topp 40)             | 1              | [ 102 ]   |
| Italia (FIMI)                                  | 1              | [ 103 ]   |
| Japonia (Oricon International)                 | 1              | [ 104 ]   |
| Noua Zeelandă (Recorded Music NZ)              | 1              | [ 60 ]    |
| Norvegia (VG-lista)                            | 1              | [ 105 ]   |
| Olanda (Dutch Top 40)                          | 4              | [ 106 ]   |
| Olanda (Single Top 100)                        | 4              | [ 107 ]   |
| Polonia (ZPAV)                                 | 1              | [ 108 ]   |
| Portugalia (AFP)                               | 1              | [ 109 ]   |
| Regatul Unit (UK Singles Chart)                | 1              | [ 62 ]    |
| Regatul Unit (Music Videos)                    | 3              | [ 110 ]   |
| România (Romanian Top 100)                     | 1              | [ 68 ]    |
| Scoția (Official Charts Company)               | 2              | [ 111 ]   |
| Spania (PROMUSICAE)                            | 1              | [ 112 ]   |
| Suedia (Sverigetopplistan)                     | 4              | [ 70 ]    |
| Statele Unite ale Americii (Billboard Hot 100) | 1              | [ 113 ]   |
| Statele Unite ale Americii (Adult Top 40)      | 16             | [ 114 ]   |
| Statele Unite ale Americii (Dance Club Songs)  | 1              | [ 115 ]   |
| Statele Unite ale Americii (Mainstream Top 40) | 2              | [ 116 ]   |
| Statele Unite ale Americii (Music Videos)      | 3              | [ 84 ]    |
| Statele Unite ale Americii (Rhythmic)          | 9              | [ 117 ]   |
| Ungaria (Mahasz)                               | 1              | [ 118 ]   |

| Țară (clasament 2000)                            | Poziția maximă | Referință |
| ------------------------------------------------ | -------------- | --------- |
| Australia (ARIA)                                 | 4              | [ 58 ]    |
| Belgia (Ultratop 50 Flandra)                     | 45             | [ 119 ]   |
| Belgia (Ultratop 50 Valonia)                     | 21             | [ 120 ]   |
| Elveția (Schweizer Hitparade)                    | 19             | [ 121 ]   |
| Europa (European Hot 100 Singles)                | 15             | [ 122 ]   |
| Franța (SNEP)                                    | 26             | [ 123 ]   |
| Germania (GfK Entertainment Charts)              | 30             | [ 124 ]   |
| Noua Zeelandă (Recorded Music NZ)                | 49             | [ 125 ]   |
| Olanda (Dutch Top 40)                            | 30             | [ 126 ]   |
| Olanda (Single Top 100)                          | 40             | [ 127 ]   |
| Regatul Unit (UK Singles Chart)                  | 24             | [ 63 ]    |
| România (Romanian Top 100)                       | 2              | [ 68 ]    |
| Suedia (Sverigetopplistan)                       | 32             | [ 128 ]   |
| Statele Unite ale Americii (Billboard Hot 100)   | 17             | [ 45 ]    |
| Statele Unite ale Americii (Dance Club Songs)    | 1              | [ 45 ]    |
| Statele Unite ale Americii (Dance Singles Sales) | 1              | [ 45 ]    |

| Țară (clasament anii 2000–2009)               | Poziția maximă | Referință |
| --------------------------------------------- | -------------- | --------- |
| Statele Unite ale Americii (Dance Club Songs) | 2              | [ 52 ]    |

## Vânzări și certificări
| \| Țara \| Vânzări/ puncte \| Certificare \| Referințe \| \| Versiune fizică \| Versiune fizică \| Versiune fizică \| Versiune fizică \| \| --------------------------------- \| --------------- \| --------------- \| --------------- \| \| Australia (ARIA) \| +140.000 \| \| [59] \| \| Belgia (BEA) \| +25.000 \| \| [129] \| \| Elveția (IFPI Elveția) \| +25.000 \| \| [130] \| \| Franța (SNEP) \| +250.000 \| \| [131] \| \| Germania (BVMI) \| +250.000 \| \| [132] \| \| Japonia \| +2.350 \| — \| [104] \| \| Regatul Unit (BPI) \| +415.000 \| \| [64][66] \| \| Suedia (GLF) \| +30.000 \| \| [133] \| \| Statele Unite ale Americii (RIAA) \| +1.136.000 \| \| [47][48] \| \| Versiune digitală \| \| \| \| \| Brazilia (Pro-Música Brasil) \| +50.000 \| \| [134] \| \| Statele Unite ale Americii \| +217.000 \| — \| [49] \| \| Versiune video \| \| \| \| \| Regatul Unit (BPI) \| +25.000 \| \| [135] \| \| Statele Unite ale Americii (RIAA) \| +50.000 \| \| [136] \| | Note - reprezintă „disc de aur”; - reprezintă „disc de platină”; - reprezintă „dublu disc de platină”. |             |               |
| Țara | Vânzări/ puncte                                                                                        | Certificare | Referințe     |
| Versiune fizică | |             |               |
| Australia (ARIA) | +140.000                                                                                               |             | [ 59 ]        |
| Belgia (BEA) | +25.000                                                                                                |             | [ 129 ]       |
| Elveția (IFPI Elveția) | +25.000                                                                                                |             | [ 130 ]       |
| Franța (SNEP) | +250.000                                                                                               |             | [ 131 ]       |
| Germania (BVMI) | +250.000                                                                                               |             | [ 132 ]       |
| Japonia | +2.350                                                                                                 | —           | [ 104 ]       |
| Regatul Unit (BPI) | +415.000                                                                                               |             | [ 64 ] [ 66 ] |
| Suedia (GLF) | +30.000                                                                                                |             | [ 133 ]       |
| Statele Unite ale Americii (RIAA) | +1.136.000                                                                                             |             | [ 47 ] [ 48 ] |
| Versiune digitală | |             |               |
| Brazilia (Pro-Música Brasil) | +50.000                                                                                                |             | [ 134 ]       |
| Statele Unite ale Americii | +217.000                                                                                               | —           | [ 49 ]        |
| Versiune video | |             |               |
| Regatul Unit (BPI) | +25.000                                                                                                |             | [ 135 ]       |
| Statele Unite ale Americii (RIAA) | +50.000                                                                                                |             | [ 136 ]       |